# The Crickets
The Crickets (pol. Świerszcze) – amerykański zespół muzyczny związany przede wszystkim z gatunkiem rock and roll, ale również ze stylami pokrewnymi, jak country, bluegrass czy rockabilly. 

## Historia
Okres największej popularności zespołu to lata 1957-1958, kiedy jego liderem był Buddy Holly. 5 utworów z tamtego okresu znalazło się na liście 500 utworów wszech czasów magazynu Rolling Stone: That'll Be The Day (1957) - 39. miejsce, Not Fade Away (1957) - 108. miejsce, Rave On (1958) - 154. miejsce, Peggy Sue (1957) - 197. miejsce oraz Everyday (1957) - 238. miejsce.

## Skład
1957-1958
- Buddy Holly - śpiew, gitara
- Jerry Allison - śpiew, perkusja, gitara
- Joe B. Mauldin - gitara basowa
- Niki Sullivan - gitara rytmiczna, śpiew